# Shimajiri, Okinawa
Shimajiri (島尻郡 (Đảo Khào quận) Shimajiri-gun, tiếng Okinawa: Shimajiri) là một huyện thuộc tỉnh Okinawa, Nhật Bản.

## Các thị trấn và làng
- Aguni
- Haebaru
- Iheya
- Izena
- Kitadaitō
- Kumejima
- Minamidaitō
- Tokashiki
- Tonaki
- Yaese
- Yonabaru
- Zamami